# Mistrovství světa v ledním hokeji 1939
13. mistrovství světa  a 24. mistrovství Evropy v ledním hokeji probíhalo ve dnech 3.–12. února 1939 v Basileji a Curychu ve Švýcarsku. Jednalo se o poslední světový a evropský hokejový šampionát před vypuknutím druhé světové války, další se konal až v roce 1947 po jejím skončení.
Na turnaj se přihlásilo 14 mužstev, rozlosovaných do čtyř kvalifikačních skupin. První dvě mužstva z každé skupiny postoupila do dvou nadstavbových skupin, ze kterých opět postoupily dva nejlepší týmy do finálové skupiny a dva zbylé do skupiny o 5. místo. Mužstva, která vypadla v kvalifikačních skupinách, hrála soutěž útěchy.
Hrálo se systémem každý s každým. Hrací doba byla 3x15 min.

## Výsledky a tabulky

### Skupina A
|    |         | USA | GER  | ITA  | FIN  | V | R | P | Skóre | B |
| 1. | USA     | *** | 4:0  | 5:0  | 4:0  | 3 | 0 | 0 | 13:0  | 6 |
| 2. | Německo | 0:4 | ***  | 4:4p | 12:1 | 1 | 1 | 1 | 16:9  | 3 |
| 3. | Itálie  | 0:5 | 4:4p | ***  | 5:2  | 1 | 1 | 1 | 9:11  | 3 |
| 4. | Finsko  | 0:4 | 1:12 | 2:5  | ***  | 0 | 0 | 3 | 3:21  | 0 |

- Německo postoupilo díky lepšímu skóre ve skupině

 Německo –  Finsko 12:1 (2:0, 7:1, 3:0)
3. února 1939 (15:00) – Basilej (St. Margarethen)

Branky Německa: 3x Gustav Jaenecke, 3x Walter Schmiedinger, 2x Friedrich Demmer, 2x Walter Feistritzer, Oskar Nowak, Philipp Schenk.

Branky Finska: Holger Granström.

Rozhodčí: Karel Kolář (TCH), Enrico Calcatarra (ITA)
Německo: Alfred Hoffmann – Franz Csöngei, Gustav Jaenecke – Walter Feistritzer, Oskar Nowak, Friedrich Demmer – Karl Kögel, Philipp Schenk, Walter Schmiedinger – Ludwig Kuhn.
Finsko: Lars Blom – Erik Hedman, Henry Lindahl – Edmund Sjöberg, Klaus Hagström, Holger Granström – Kalevi Ihalainen, Olof Nyholm, Romeo Mikalunas – Erkki Rintala.
 USA –  Itálie	5:0 (3:0, 1:0, 1:0)
3. února 1939 (následně po utkání Kanada – Nizozemsko) – Basilej (St. Margarethen)

Branky a nahrávky USA: 11. Arthur Bogue, 13. Ed Nicholson (Richard Maley), 14. Richard Maley, 23. Alfred Van, 44. Ed Nicholson.

Rozhodčí: Jiří Reissenzahn (TCH), Erhard Hugli (SUI)
USA: Edward Maki – Alfred Van, Spencer Wagnhild – Leonard Saari, Arthur Bogue, George Quirk – Richard Maley, Ed Nicholson, Ralph Dondi.
Itálie: Augusto Gerosa – Tino de Mazzeri, Franco Rossi – Luigi Venosta, Ignazio Dionisi,  Otto Rauth – Ontario Venturi, Dino Innocenti, Leo Gasparini – Antonio Prete.
 Itálie –  Finsko 5:2 (1:0, 1:0, 3:2)
4. února 1939 (20:00) – Basilej (St. Margarethen)

Branky a nahrávky Itálie: 10. Otto Rauth (Luigi Venosta), 21. Otto Rauth, 31. Ontario Venturi, 36. Otto Rauth, 41. Dino Innocenti

Branky a nahrávky Finska: 33. Erkki Rintala (Romeo Mikalunas), 42. Holger Granström.

Rozhodčí: Arnold Hirtz (SUI), Paul Martin (GER)
Itálie: Augusto Gerosa – Dino Innocenti, Franco Rossi – Luigi Venosta, Ignazio Dionisi,  Otto Rauth – Otello d'Appollonia, Giorgio Pellegrini, Egidio Bruciamonti – Ontario Venturi.
Finsko: Teuvo Castren – Seppo Jaakkola, Erik Hedman – Holger Granström, Klaus Hagström, Edmund Sjöberg – Erkki Rintala, Olof Nyholm, Pentti Lappalainen – Romeo Mikalunas.
 USA –  Německo 4:0 (2:0, 0:0, 2:0)
4. února 1939 (následně po utkání Itálie – Finsko) – Basilej (St. Margarethen)

Branky USA: 1. Arthur Bogue, 2. George Quirk, 35. George Quirk, 40. Alfred Van.

Rozhodčí: Karel Kolář (TCH), Erhard Hugli (SUI)
USA: Edward Maki – Alfred Van, Spencer Wagnhild – Leonard Saari, Arthur Bogue, George Quirk – Ralph Dondi, Ed Nicholson, Richard Maley.
Německo: Wilhelm Egginger – Karl Wild, Rudolf Tobien – Karl Kögel, Philipp Schenk, Walter Schmiedinger – Ludwig Kuhn, Franz Csöngei, Walter Schmiedinger – Gustav Jaenecke.
 USA –  Finsko 4:0 (0:0, 1:0, 3:0)
5. února 1939 (20:00) – Basilej (St. Margarethen)

Branky a nahrávky USA: 23. Ralph Dondi (Richard Maley), 39. Arthur Bogue, 42. George Quirk (Ralph Dondi), 44. Richard Maley.

Rozhodčí: Wilem Frölich, Jaroslav Kladrubský (TCH)
USA: Edward Maki – Alfred Van, Spencer Wagnhild – Leonard Saari, Arthur Bogue, George Quirk – Ralph Dondi, Ed Nicholson, Richard Maley - Thomas Leaky.
Finsko: Lars Blom – Erik Hedman, Henry Lindahl – Edmund Sjöberg, Klaus Hagström, Holger Granström – Pentti Lappalainen, Olof Nyholm, Kalevi Ihalainen – Romeo Mikalunas.
 Německo –  Itálie	4:4 PP (1:0, 3:2, 0:2 – 0:0, 0:0, 0:0)
5. února 1939 (následně po utkání USA – Finsko) – Basilej (St. Margarethen)

Branky a nahrávky Německa: 17. Friedrich Demmer (Walter Feistritzer), 20. Walter Feistritzer (Rudolf Tobien), 31. Walter Feistritzer, 40. Walter Feistritzer.

Branky a nahrávky Itálie: 10. Ignazio Dionisi (Luigi Venosta, Otto Rauth), 21. Ignazio Dionisi (Otto Rauth), 27. Luigi Venosta, 28. Otto Rauth.

Rozhodčí: Arnold Hirtz (SUI), Artur Wirtz (USA)
Německo: Alfred Hoffmann – Karl Wild, Rudolf Tobien – Walter Feistritzer,  Oskar Nowak, Friedrich Demmer – Karl Kögel, Philipp Schenk, Walter Schmiedinger – Herbert Schibukat.
Itálie: Augusto Gerosa – Franco Carlassare, Franco Rossi – Ignazio Dionisi, Otto Rauth, Luigi Venosta – Ontario Venturi, Leo Gasparini, Dino Innocenti – Antonio Prete.

#### Opakovaný zápas o postup do semifinále
Německo –  Itálie	0:0
6. února 1939 (20:30) – Curych (Dolder Eisbahn)

Rozhodčí: Arnold Hirtz (SUI), Artur Wirtz (USA)
Německo: Alfred Hoffmann – Gustav Jaenecke, Rudolf Tobien, Franz Csöngei – Walter Feistritzer, Oskar Nowak, Friedrich Demmer – Karl Kögel, Philipp Schenk, Walter Schmiedinger.
Itálie: Augusto Gerosa – de Mazzari, Franco Rossi, Franco Carlassare – Ignazio Dionisi, Otto Rauth, Luigi Venosta – Ontario Venturi, Leo Gasparini, Dino Innocenti.

### Skupina B
|    |            | SUI  | TCH  | LAT  | YUG  | V | R | P | Skóre | B |
| 1. | Švýcarsko  | ***  | 1:0  | 12:0 | 23:0 | 3 | 0 | 0 | 36:0  | 6 |
| 2. | ČSR        | 0:1  | ***  | 9:0  | 24:0 | 2 | 0 | 1 | 33:1  | 4 |
| 3. | Lotyšsko   | 0:12 | 0:9  | ***  | 6:0  | 1 | 0 | 2 | 6:21  | 2 |
| 4. | Jugoslávie | 0:23 | 0:24 | 0:6  | ***  | 0 | 0 | 3 | 0:53  | 0 |

 Československo –  Jugoslávie 24:0 (10:0, 7:0, 7:0)
3. února 1939 (15:00) – Curych (Dolder Eisbahn)

Branky a nahrávky Československa: 1. Oldřich Kučera (Josef Maleček), 2. Josef Maleček, 7. Josef Maleček (Oldřich Kučera), 9. Ladislav Troják (Oldřich Kučera), 9. Oldřich Kučera (Josef Maleček), 11. Josef Maleček, 13. Oldřich Hurych, 14. Jaroslav Drobný, 14. Jaroslav Drobný, 15. Jaroslav Drobný, 19. Oldřich Kučera (Josef Maleček), 20. Viktor Lonsmín, 21. Viktor Lonsmín, 23. Oldřich Hurych (Jaroslav Drobný), 23. Josef Maleček, 24. Josef Maleček (Ladislav Troják), 27. Josef Maleček (Ladislav Troják, Oldřich Kučera), 32. Jaroslav Drobný, 33. Josef Maleček, 34. Ladislav Troják, 37. Jaroslav Drobný, 40. Ladislav Troják, 40. Ladislav Troják, 43. Oldřich Kučera (Josef Maleček).

Rozhodčí: Carletto Mai (SUI), André Poplimont (BEL)

Vyloučení: 0:0
ČSR: Bohumil Modrý – František Pácalt, Jan Michálek, Vilibald Šťovík – Ladislav Troják, Josef Maleček, Oldřich Kučera – Oldřich Hurych, Jaroslav Drobný, Viktor Lonsmín.
Jugoslávie: Ivan Rihar – Tone Pogačnik, Milivoje Popović – Ludovik Žitnik, Milan Lombar, Jože Gogala – Mirko Eržen, Karol Pavletič, Otokar Gregorčić - Zvonko Stipetič.
 Švýcarsko –  Lotyšsko 12:0 (5:0, 3:0, 4:0)
3. února 1939 (20:00) – Curych (Dolder Eisbahn)

Branky a nahrávky Švýcarska: 1:0 Ferdinand Cattini, 2:0 Beat Rüedi, 3:0 Hans Cattini, 4:0 Hans Trauffer, 5:0 Ferdinand Cattini (Richard Torriani), 6:0 Ferdinand Cattini (Richard Torriani), 7:0 Hans Cattini, 8:0 Ferdinand Cattini (Hans Cattini), 9:0 Richard Torriani, 10:0 Hans Cattini, 11:0 Ferdinand Cattini, 12:0 Ferdinand Cattini (Hans Trauffer).

Rozhodčí: Tadeusz Sachs (POL), Sándor Minder (HUN)
Švýcarsko: Hugo Müller – Franz Geromini, Alberto Geromini, Hans Trauffer – Richard Torriani, Ferdinand Cattini, Hans Cattini – Charles Kessler, Beat Rüedi, Herbert Kessler.
Lotyšsko: Herberts Kušķis – Kārlis Paegle, Leonīds Vedējs – Roberts Bluķis, Ludvigs Putninš, Arvīds Pētersons – Harijs Vītoliņš, Edgars Klāvs, Kārlis Zilpaušs.
 Československo –  Lotyšsko 9:0 (3:0, 3:0, 3:0)
4. února 1939 (15:00) – Curych (Dolder Eisbahn)

Branky Československa: 2. Oldřich Kučera (Josef Maleček), 7. Ladislav Troják (Josef Maleček), 11. Josef Maleček, 19. Josef Maleček, 25. Oldřich Kučera (Josef Maleček, Ladislav Troják), 26. Josef Maleček, 32. Oldřich Kučera (Josef Maleček, Jan Michálek), 37. Josef Maleček (Oldřich Kučera), 39. František Pergl.

Rozhodčí: Sándor Minder (HUN), Tadeusz Sachs (POL)

Vyloučení: 0:1 (využití 0:0)
ČSR: Bohumil Modrý – Jan Michálek, František Pácalt, Vilibald Šťovík – Ladislav Troják, Josef Maleček, Oldřich Kučera – František Pergl, Alois Cetkovský, Jaroslav Císař - Viktor Lonsmín.
Lotyšsko: Herberts Kušķis – Leonīds Vedējs, Kārlis Paegle – Roberts Bluķis, Ludvigs Putninš, Arvīds Pētersons – Harijs Vītoliņš, Edgars Klāvs, Kārlis Zilpaušs.
 Švýcarsko –  Jugoslávie 23:0 (7:0, 7:0, 9:0)
4. února 1939 (20:00) – Curych (Dolder Eisbahn)

Branky Švýcarska: 1:0 Christian Badrutt, 2:0 Ferdinand Cattini, 3:0 Richard Torriani, 4:0 Hans Cattini, 5:0 Beat Rüedi, 6:0 Richard Torriani, 7:0 Christian Badrutt, 8:0 Herbert Kessler, 9:0 Beat Rüedi, 10:0 Alberto Geromini, 11:0 a 12:0 Richard Torriani, 13:0 Hans Cattini, 14:0 Richard Torriani, 15:0 Beat Rüedi, 16:0 Herbert Kessler, 17:0 Richard Torriani, 18:0 a 19:0 Ferdinand Cattini, 20:0 Richard Torriani, 21:0 a 22:0 Ferdinand Cattini, 23:0 Hans Cattini.

Rozhodčí: Wilém Frölich, Jiří Reissenzahn (TCH)
Švýcarsko: Hugo Müller – Christian Badrutt, Franz Geromini – Richard Torriani, Hans Cattini, Ferdinand Cattini – Beat Rüedi, Herbert Kessler, Charles Kessler.
Jugoslávie: Ivan Rihar – Tone Pogačnik, Milivoje Popović – Ludovik Žitnik, Milan Lombar, Jože Gogala – Mirko Eržen, Karol Pavletič, Otokar Gregorčić - Zvonko Stipetič.
 Lotyšsko –  Jugoslávie 6:0 (0:0, 3:0, 3:0)
5. února 1939 (10:30) – Curych (Dolder Eisbahn)

Branky Lotyšska: 1:0 Ludvigs Putninš, 2:0 Arvīds Pētersons, 3:0 Arvīds Pētersons, 4:0 Roberts Bluķis, 5:0 Ludvigs Putninš, 6:0 Roberts Bluķis.

Branky Jugoslávie: nikdo

Rozhodčí: Géza Lator (HUN), Erhard Hugli (SUI)
Lotyšsko: Herberts Kušķis – Leonīds Vedējs, Kārlis Paegle – Roberts Bluķis, Ludvigs Putninš, Arvīds Pētersons – Harijs Vītoliņš, Edgars Klāvs, Kārlis Zilpaušs.
Jugoslávie: Ivan Rihar – Tone Pogačnik, Milivoje Popović – Ludovik Žitnik, Milan Lombar, Jože Gogala – Otokar Gregorčić, Julije Katić, Jovan Tomić.
 Československo –  Švýcarsko	0:1 (0:0, 0:1, 0:0)
5. února 1939 (20:30) – Curych (Dolder Eisbahn)

Branky Švýcarska: 18. Ferdinand Cattini.

Rozhodčí: André Poplimont (BEL), Tadeusz Sachs (POL)

Vyloučení: 1:2 (využití 0:0)
ČSR: Bohumil Modrý – František Pácalt, Jan Michálek – Ladislav Troják, Josef Maleček, Oldřich Kučera – Viktor Lonsmín, Alois Cetkovský, František Pergl.
Švýcarsko: Hugo Müller – Hans Trauffer, Christian Badrutt, Franz Geromini – Richard Torriani, Hans Cattini, Ferdinand Cattini – Herbert Kessler, Reto Delnon, Charles Kessler.

### Skupina C
|    |            | CAN | POL | NED | V | R | P | Skóre | B |
| 1. | Kanada     | *** | 4:0 | 8:0 | 2 | 0 | 0 | 12:0  | 4 |
| 2. | Polsko     | 0:4 | *** | 9:0 | 1 | 0 | 1 | 9:4   | 2 |
| 3. | Nizozemsko | 0:8 | 0:9 | *** | 0 | 0 | 2 | 0:17  | 0 |

 Kanada –  Nizozemsko 	8:0 (1:0, 4:0, 3:0)
3. února 1939 (20:00) – Basilej (St. Margarethen)

Branky a nahrávky Kanady: 1:0 James Morris, 2:0 Ab Cronie, 3:0 Bunny Dame (Richard Kowcinak), 4:0 James Morris, 5:0 Richard Kowcinak (John McCready), 6:0 Joseph Benoit, 7:0 James Morris, 8:0 Richard Kowcinak.

Rozhodčí: Paul Martin (GER), Jaroslav Kladrubský (TCH)
Kanada: Duke Scodellaro – James Morris, Mel Snowden, Thomas Johnson – Mickey Brennan, Richard Kowcinak, John McCready – Bunny Dame, Ab Cronie, Joseph Benoit.
Nizozemsko: Jan Gerritsen - Kappie Taconis, Ko Klotz - Rein Everwijn, Felix de Jong, Huib du Pon - Martin Lammerts, Thijs Cohen-Tervaert, Jan Suurbeek.
 Polsko –  Nizozemsko 9:0 (3:0, 2:0, 4:0)
4. února 1939 (15:00) – Basilej (St. Margarethen)

Branky Polska: 3. Herbert Urson, 5. Czeslaw Marchewczyk, 10. Andrzej Wolkowski, 18. Henryk Jarecki, 19. Adam Kowalski, 31. Mieczyslaw Burda, 33. Andrzej Wolkowski, 36. Mieczyslaw Burda, 43. Andrzej Wolkowski.

Rozhodčí: Jaroslav Kladrubský (TCH), Arnold Hirtz (SUI)
Polsko: Jan Maciejko – Wladyslaw Michalik, Mieczyslaw Kasprzycki – Adam Kowalski, Andrzej Wolkowski, Czeslaw Marchewczyk – Herbert Urson, Mieczyslaw Burda, Henryk Jarecki – Alfred Andrzejewski.
Nizozemsko: Jan Gerritsen - Kappie Taconis, Ko Klotz - Rein Everwijn, Felix de Jong, Huib du Pon - Martin Lammerts, Thijs Cohen-Tervaert, Jan Suurbeek - Dick Benjamins.
 Kanada –  Polsko 4:0 (2:0, 1:0, 1:0)
5. února 1939 (15:00) – Basilej (St. Margarethen)

Branky a anhrávky Kanady: 12. Bunny Dame (Benny Hayes), 15. John McCready (Mickey Brennan), 30. Richard Kowcinak (Mickey Brennan), 32. John McCready (Richard Kowcina).

Rozhodčí: Paul Martin (GER), Enrico Calcaterra (ITA)
Kanada: Buck Buchanan - James Haight, Mel Snowden - John McCready, Mickey Brennan, Richard Kowcinak - Joseph Benoit, Benny Hayes, Bunny Dame - Ab Cronie.
Polsko: Jan Maciejko – Wladyslaw Michalik, Mieczyslaw Kasprzycki – Adam Kowalski, Andrzej Wolkowski, Czeslaw Marchewczyk – Rajmund Przedpelski, Mieczyslaw Burda, Henryk Jarecki – Alfred Andrzejewski.

### Skupina D
|    |                | GBR | HUN | BEL | V | R | P | Skóre | B |
| 1. | Velká Británie | *** | 1:0 | 3:1 | 2 | 0 | 0 | 4:1   | 4 |
| 2. | Maďarsko       | 0:1 | *** | 8:1 | 1 | 0 | 1 | 8:2   | 2 |
| 3. | Belgie         | 1:3 | 1:8 | *** | 0 | 0 | 2 | 2:11  | 0 |

 Maďarsko –  Belgie 8:1 (2:0, 4:1, 2:0)
3. února 1939 (následně po utkání Švýcarsko – Lotyšsko) – Curych (Dolder Eisbahn)

Branky a nahrávky Maďarska: 1:0 Laszló Róna (Sándor Miklós), 2:0 Laszló Róna (Sándor Miklós), 3:0 András Gergély, 4:0 Szamosi (Sándor Miklós), 5:0 Sándor Miklós, 6:0 Béla Háray (Sándor Miklós), 7:1 Sándor Miklós (Laszló Róna), 8:1 Sándor Miklós (Laszló Róna).

Branky Belgie: Georges Pootmans

Rozhodčí: Wilém Frölich (TCH), Arnold Hirtz (SUI)
Maďarsko: István Hircsák – Miklós Barcza, András Gergély – Zoltán Jeney, Sándor Miklós, Laszló Róna – Frigyes Helméczy, Béla Háray, Ferenc Szamósi.
Belgie:  Henri Heirman - Roger Bureau, Jef Lekens - André Leempoels, Pierre van Reysschoot, Georges Pootmans - Leon van Eeckhout, Jimmy Graeffe, Johny Hartog - Percy Lippit.
 Velká Británie –  Belgie	3:1 (0:0, 0:1, 3:0)
4. února 1939 – Curych (Dolder Eisbahn)

Branky a nahrávky Velké Británie: 31. Tommy McInroy, 43. Jimmy Kelly, 44. Billy Fullerton (Jimmy Kelly).

Branky a nahrávky Belgie: 25. Georges Pootmans (Jef Lekens).

Rozhodčí: Tadeusz Sachs (POL), Artur Wirtz (USA)
Velká Británie: Jimmy Foster – Robert Wyman, Gordon Dailley – Billy Fullerton, Jimmy Kelly, Tommy McInroy – Pip Perrin, Art Ridley, Pete Halford – Tommy Grace.
Belgie: Henri Heirman - Roger Bureau, Jef Lekens - André Leempoels, Pierre van Reysschoot, Georges Pootmans - Leon van Eeckhout, Jimmy Graeffe, Johny Hartog - Percy Lippit.
 Velká Británie –  Maďarsko 1:0 (1:0, 0:0, 0:0)
5. února 1939 (15:00) – Curych (Dolder Eisbahn)

Branky a nahrávky Velké Británie: 1. Tommy McInroy (Jimmy Kelly).

Rozhodčí: Tadeusz Sachs (POL), André Poplimont (BEL)
Velká Británie: Jimmy Foster – Robert Wyman, Gordon Dailley – Billy Fullerton, Jimmy Kelly, Tommy McInroy –  Pete Halford, Tommy Grace, Art Ridley.
Maďarsko: István Hircsák – Zoltán Jeney, Miklós Barcza - András Gergély, Sándor Miklós, Laszló Róna – Frigyes Helméczy, Béla Háray, Ferenc Szamósi - Jenö Pálfalvi.

### Semifinále A
|    |                | CAN | TCH | GER | GBR | V | R | P | Skóre | B |
| 1. | Kanada         | *** | 2:1 | 9:0 | 4:0 | 3 | 0 | 0 | 15:1  | 6 |
| 2. | ČSR            | 1:2 | *** | 1:1 | 2:0 | 1 | 1 | 1 | 4:3   | 3 |
| 3. | Německo        | 0:9 | 1:1 | *** | 1:0 | 1 | 1 | 1 | 2:10  | 3 |
| 4. | Velká Británie | 0:4 | 0:2 | 0:1 | *** | 0 | 0 | 3 | 0:7   | 0 |

 Československo –  Německo 1:1 PP (0:0, 1:0, 0:1 – 0:0, 0:0, 0:0)
7. února 1939 (15:00) – Curych (Dolder Eisbahn)

Branky a nahrávky Československa: 23. František Pergl (Josef Maleček).

Branky Německa: 36. Gustav Jaenecke.

Rozhodčí: Artur Wirtz (USA), Erhard Hugli (SUI)

Vyloučení: 1:2 (využití 1:0)
ČSR: Bohumil Modrý – František Pácalt, Jan Michálek – Ladislav Troják, Josef Maleček, Oldřich Kučera – Viktor Lonsmín, Alois Cetkovský, František Pergl.
Německo: Alfred Hoffmann – Gustav Jaenecke, Rudolf Tobien –  Herbert Schibukat, Philipp Schenk, Franz Csöngei – Friedrich Demmer, Oskar Nowak, Walter Feistritzer.
 Kanada –  Velká Británie 4:0 (0:0, 0:0, 4:0)
7. února 1939 (20:50) – Curych (Dolder Eisbahn)

Branky a nahrávky Kanady: 39. Mickey Brennan (John McCready), 42. James Morris, 43. Ab Cronie (Bunny Dame, Thomas Johnson), 45. Mel Snowden.

Rozhodčí: André Poplimont (BEL), Tadeusz Sachs (POL)
Kanada: Duke Scodellaro – James Morris, Thomas Johnson, Mel Snowden – Joseph Benoit, Ab Cronie, Bunny Dame – John McCready, Richard Kowcinak, Mickey Brennan.
Velká Británie: Jimmy Foster – Robert Wyman, Gordon Dailley – Billy Fullerton, Jimmy Kelly, Tommy McInroy – Pip Perrin, Art Ridley, Pete Halford.
 Německo –  Velká Británie 1:0 (0:0, 0:0, 1:0)
8. února 1939 (15:00) – Curych (Dolder Eisbahn)

Branky a anhrávky Německa: 34. Gustav Jaenecke (Walter Schmiedinger).

Rozhodčí: André Poplimont (BEL), Erhard Hugli (SUI)
Německo: Alfred Hoffmann – Gustav Jaenecke, Rudolf Tobien – Walter Feistritzer, Oskar Nowak, Friedrich Demmer – Karl Kögel, Philipp Schenk, Walter Schmiedinger – Franz Csöngei.
Velká Británie: Jimmy Foster – Robert Wyman, Gordon Dailley – Billy Fullerton, Jimmy Kelly, Tommy McInroy – Art Ridley, Pete Halford, Art Green - Joe Collins.
 Československo –  Kanada 	1:2 (1:0, 0:0, 0:2)
8. února 1939 (20:00) – Curych (Dolder Eisbahn)

Branky a nahrávky Československa: 2. Jaroslav Drobný ([Oldřich Hurych).

Branky a nahrávky Kanady: 43. Joseph Benoit, 45. Bunny Dame (Mickey Brennan).

Rozhodčí: André Poplimont (BEL), Paul Martin (GER)

Vyloučení: 2:0 (využití 0:0)
ČSR: Bohumil Modrý – František Pácalt, Jan Michálek, Vilibald Šťovík – Ladislav Troják, František Pergl, Jaroslav Císař - Oldřich Hurych, Jaroslav Drobný, Viktor Lonsmín.
Kanada: Buck Buchanan – Mel Snowden, Thomas Johnson, James Morris – Joseph Benoit, Ab Cronie, Bunny Dame – John McCready, Richard Kowcinak, Mickey Brennan.
 Kanada –  Německo 9:0 (2:0, 5:0, 2:0)
9. února 1939 (20:30) – Basilej (St. Margarethen)

Branky a nahrávky Kanady: 8. Bunny Dame (Joseph Benoit), 14. Mel Snowden, 16. Ab Cronie (Joseph Benoit), 22. Bunny Dame (Ab Cronie), 25. McCready (Brennen) , 26. Brennen (McCready), 29. Joseph Benoit (Bunny Dame, Ab Cronie), 31. Richard Kowcinak (Mickey Brennan), 33. James Morris.

Branky Německa: nikdo

Rozhodčí: André Poplimont (BEL), Enrico Calcaterra (ITA)

Vyloučení: 0:1
Kanada: Duke Scodellaro – James Morris, Thomas Johnson, Mel Snowden – John McCready, Richard Kowcinak,  Mickey Brennan – Joseph Benoit, Ab Cronie, Bunny Dame.
Německo:  Wilhelm Egginger – Gustav Jaenecke, Rudolf Tobien – Walter Feistritzer, Oskar Nowak, Friedrich Demmer – Walter Schmiedinger, Philipp Schenk, Karl Kögel – Franz Csöngei.        
 Československo –  Velká Británie 	2:0 (1:0, 1:0, 0:0)
9. února 1939 (15:00) – Curych (Dolder Eisbahn)

Branky a nahrávky Československa: 2. Ladislav Troják (Josef Maleček), 23. Josef Maleček (Ladislav Troják).

Rozhodčí: André Poplimont (BEL), Tadeusz Sachs (POL)

Vyloučení: 0:1 (využití 1:0)
ČSR: Bohumil Modrý (37. Jiří Hertl) – František Pácalt, Vilibald Šťovík - Ladislav Troják, Josef Maleček, Oldřich Kučera - František Pergl, Jaroslav Drobný, Viktor Lonsmín - Oldřich Hurych.
Velká Británie: Jimmy Foster – Robert Wyman, Gordon Dailley – Pete Halford, Jimmy Kelly, Billy Fullerton – Tommy McInroy, Pip Perrin, Art Ridley.

### Semifinále B
|    |           | SUI | USA | POL | HUN | V | R | P | Skóre | B |
| 1. | Švýcarsko | *** | 3:2 | 4:0 | 5:2 | 3 | 0 | 0 | 12:4  | 6 |
| 2. | USA       | 2:3 | *** | 4:0 | 3:0 | 2 | 0 | 1 | 9:3   | 4 |
| 3. | Polsko    | 0:4 | 0:4 | *** | 5:3 | 1 | 0 | 2 | 5:11  | 2 |
| 4. | Maďarsko  | 2:5 | 0:3 | 3:5 | *** | 0 | 0 | 3 | 5:13  | 0 |

 USA –  Maďarsko	3:0 (1:0, 1:0, 1:0)
7. února 1939 (15:00) – Basilej (St. Margarethen)

Branky a nahrávky USA: 12. Ralph Dondi (Ed Nicholson), 26. Arthur Bogue, 41. Spencer Wagnhild.

Rozhodčí: Wilém Frölich (TCH), Arnold Hirtz (SUI)
USA: Edward Maki – Alfred Van, Spencer Wagnhild – Leonard Saari, Arthur Bogue, George Quirk – Ralph Dondi, Ed Nicholson, Richard Maley - Thomas Leaky.
Maďarsko: István Hircsák – Zoltán Jeney, Miklós Barcza - Jenö Pálfalvi, Sándor Miklós, András Gergély – Frigyes Helméczy, Ferenc Szamósi, Béla Gosztónyi.
 Švýcarsko –  Polsko	4:0 (0:0, 4:0, 0:0)
7. února 1939 (20:00) – Basilej (St. Margarethen)

Branky a nahrávky Švýcarska: 17. Reto Delnon (Heini Lohrer), 22. Herbert Kessler, 25. Richard Torriani (Reto Delnon), 27. Christian Badrutt (Richard Torriani).

Rozhodčí: Karel Kolář (TCH), Sándor Minder (HUN)
Švýcarsko: Hugo Müller – Hans Trauffer, Christian Badrutt – Franz Geromini, Richard Torriani, Reto Delnon - Ferdinand Cattini, Charles Kessler, Heini Lohrer - Herbert Kessler.
Polsko: Jan Maciejko – Mieczyslaw Kasprzycki, Wladyslaw Michalik – Czeslaw Marchewczyk, Andrzej Wolkowski, Adam Kowalski – Henryk Jarecki, Mieczyslaw Burda, Rajmund Przedpelski.
 Polsko –  Maďarsko	5:3 (1:1, 2:0, 2:2)
8. února 1939 (15:00) – Basilej (St. Margarethen)

Branky a anhrávky Polska: 8. Adam Kowalski (Andrzej Wolkowski), 19. Andrzej Wolkowski (Adam Kowalski), 23. Andrzej Wolkowski, 34. Czeslaw Marchewczyk (Andrzej Wolkowski), 36. Rajmund Przedpelski (Mieczyslaw Burda).

Branky a nahrávky Maďarska: 1. Laszló Róna (Sándor Miklós, Zoltán Jeney), 42. Béla Háray, 43. Ferenc Szamósi.

Rozhodčí: Jaroslav Kladrubský (TCH), Artur Wirtz (USA)
Polsko: Jan Maciejko – Mieczyslaw Kasprzycki, Wladyslaw Michalik – Czeslaw Marchewczyk, Andrzej Wolkowski, Adam Kowalski – Henryk Jarecki, Mieczyslaw Burda, Rajmund Przedpelski.
Maďarsko: István Hircsák – Jenö Pálfalvi, Miklós Barcza - Zoltán Jeney, Sándor Miklós, Laszló Róna - Frigyes Helméczy, Béla Háray, Béla Gosztónyi - Ferenc Szamósi.
 Švýcarsko –  USA 3:2 (0:0, 2:2, 1:0)
8. února 1939 (20:00) – Basilej (St. Margarethen)

Branky a nahrávky Švýcarska: 17. vlastní branka, 19. vlastní branka, 38. Charles Kessler (Richard Torriani).

Branky USA: 22. Alfred Van, 28. Arthur Bogue.

Rozhodčí: Tadeusz Sachs (POL), Enrico Calcaterra (ITA)

Vyloučení: 1:3
Švýcarsko: Hugo Müller – Hans Trauffer, Christian Badrutt, Franz Geromini – Richard Torriani, Reto Delnon, Ferdinand Cattini - Charles Kessler, Heini Lohrer, Beat Rüedi.
USA: Edward Maki – Alfred Van, Spencer Wagnhild – Leonard Saari, Arthur Bogue, George Quirk – Ralph Dondi, Ed Nicholson, Richard Maley - Thomas Leaky.
 USA –  Polsko 4:0 (0:0, 2:0, 2:0)
9. února 1939 (15:00) – Basilej (St. Margarethen)

Branky a nahrávky USA: 25. George Quirk (Ed Nicholson), 28. George Quirk, 34. Arthur Bogue, 38. Arthur Bogue (Richard Maley).

Rozhodčí: Jaroslav Kladrubský (TCH), Arnold Hirtz (SUI)
USA: Edward Maki – Alfred Van, Spencer Wagnhild – Leonard Saari, Arthur Bogue, George Quirk – Ralph Dondi, Ed Nicholson, Richard Maley - Thomas Leaky.
Polsko: Jan Maciejko – Mieczyslaw Kasprzycki, Wladyslaw Michalik – Czeslaw Marchewczyk, Andrzej Wolkowski, Adam Kowalski – Henryk Jarecki, Mieczyslaw Burda, Rajmund Przedpelski.
 Švýcarsko –  Maďarsko 5:2 (2:1, 2:0, 1:1)
9. února 1939 (20:00) – Basilej (St. Margarethen)

Branky a nahrávky Švýcarska: 1. Richard Torriani (Reto Delnon), 14. Franz Geromini, 17. Richard Torriani (Reto Delnon, Franz Geromini), 28. Christian Badrutt (Reto Delnon), 41. Richard Torriani (Reto Delnon).

Branky Maďarska: 9. Sándor Miklós, 32. Sándor Miklós.

Rozhodčí: Wilém Fröhlich (TCH), Artur Wirtz (USA)
Švýcarsko: Hugo Müller (16. Albert Künzler) – Christian Badrutt, Franz Geromini – Richard Torriani, Reto Delnon, Beat Rüedi - Charles Kessler, Heini Lohrer, Herbert Kessler.
Maďarsko:  István Hircsák – András Gergély, Miklós Barcza – Zoltán Jeney, Sándor Miklós, Laszló Róna – Frigyes Helméczy, Béla Háray, Ferenc Szamósi.

### Finále
|    |           | CAN | USA  | SUI | TCH  | V | R | P | Skóre | B |
| 1. | Kanada    | *** | 4:0  | 7:0 | 4:0  | 3 | 0 | 0 | 15:0  | 6 |
| 2. | USA       | 0:4 | ***  | 2:1 | 1:0p | 2 | 0 | 1 | 3:5   | 4 |
| 3. | Švýcarsko | 0:7 | 1:2  | *** | 0:0  | 0 | 1 | 2 | 1:9   | 1 |
| 4. | ČSR       | 0:4 | 0:1p | 0:0 | ***  | 0 | 1 | 2 | 0:5   | 1 |

 Československo –  USA 0:1 PP (0:0, 0:0, 0:0 – 0:0, 0:1 )
10. února 1939 (20:30) – Curych (Dolder Eisbahn)

Branky a nahrávky USA: 63. George Quirk (Ed Nicholson).

Rozhodčí: Erhard Hugli (SUI), André Poplimont (BEL)

Vyloučení: 1:4 (využití 0:0)
ČSR: Jiří Hertl – František Pácalt, Vilibald Šťovík - Ladislav Troják, Josef Maleček, Oldřich Kučera - František Pergl, Jaroslav Drobný, Viktor Lonsmín - Oldřich Hurych.
USA: Edward Maki – Alfred Van, Spencer Wagnhild – Leonard Saari, Ed Nicholson, George Quirk – Richard Maley, Arthur Bogue, Ralph Dondi - Thomas Leaky.
 Kanada –  Švýcarsko 7:0 (2:0, 4:0, 1:0)
10. února 1939 (20:00) – Basilej (St. Margarethen)

Branky Kanady: 2. Joseph Benoit (Ab Cronie), 7. Ab Cronie, 16. Bunny Dame, 18. Ab Cronie, 25. Bunny Dame, 29. Mel Snowden, 39. Mickey Brennan (John McCready).

Rozhodčí: Karel Kolář (TCH), Tadeusz Sachs (POL)
Kanada: Buck Buchanan – Thomas Johnson, Mel Snowden, James Morris – John McCready, Richard Kowcinak,  Mickey Brennan – Joseph Benoit, Ab Cronie, Bunny Dame.
Švýcarsko: Albert Künzler – Hans Trauffer, Christian Badrutt, Franz Geromini – Richard Torriani, Reto Delnon, Beat Rüedi - Charles Kessler, Heini Lohrer, Herbert Kessler.
 Československo –  Kanada 0:4 (0:0, 0:1, 0:3)
11. února 1939 (20:30) – Basilej (St. Margarethen)

Branky Kanady: 22. Joseph Benoit, 31. Bunny Dame (Joseph Benoit), 33. Joseph Benoit (Joseph Benoit), 38. Richard Kowcinak (James Morris).

Rozhodčí: André Poplimont (BEL), Erhard Hugli (SUI)

Vyloučení: 0:0
ČSR: Bohumil Modrý – Vilibald Šťovík, Jan Michálek - Ladislav Troják, Josef Maleček, Viktor Lonsmín - František Pergl, Jaroslav Drobný, Jaroslav Císař.
Kanada: Duke Scodellaro – Thomas Johnson, Mel Snowden, James Morris – John McCready, Richard Kowcinak, Mickey Brennan – Joseph Benoit, Ab Cronie, Bunny Dame.
 USA –  Švýcarsko 2:1 (1:0, 0:0, 1:1)
11. února 1939 (20:30) – Basilej (St. Margarethen)

Branky USA: 12. George Quirk, 43. George Quirk.

Branky a nahrávky 1:0 Бенуа (Дейм, 7),    2:0 Бенуа (7, бол.),    3:0 Дейм (8),    4:0 Моррис (Маккриди,  Коукинак, 29, бол.).Švýcarska: 43. Beat Rüedi (Richard Torriani).

Rozhodčí: Artur Wirtz (USA), Arnold Hirtz (SUI)
USA: Edward Maki – Alfred Van, Spencer Wagnhild – Leonard Saari, Ed Nicholson, George Quirk – Richard Maley, Arthur Bogue, Ralph Dondi.
Švýcarsko: Hugo Müller - Christian Badrutt, Franz Geromini, Hans Trauffer – Richard Torriani, Beat Rüedi, Reto Delnon - Charles Kessler, Heini Lohrer, Herbert Kessler.
 Kanada –  USA 4:0 (3:0, 1:0, 0:0)
12. února 1939 (15:00) – Basilej (St. Margarethen)

Branky a nahrávky Kanady: 8. Joseph Benoit (Bunny Dame), 8. Joseph Benoit, 9. Bunny Dame, 14. James Morris (John McCready, Richard Kowcinak).

Rozhodčí: Paul Martin (GER), Erhard Hugli (SUI)
Kanada: Duke Scodellaro – Thomas Johnson, Mel Snowden, James Morris –  Joseph Benoit, Ab Cronie, Bunny Dame - John McCready, Richard Kowcinak, Mickey Brennan.
USA: Edward Maki – Alfred Van, Spencer Wagnhild – Leonard Saari, Ed Nicholson, George Quirk – Richard Maley, Arthur Bogue, Ralph Dondi.
 Československo –  Švýcarsko 	0:0 PP
12. února 1939 (15:00) – Curych (Dolder Eisbahn)

Rozhodčí: André Poplimont (BEL), Tadeusz Sachs (POL)

Vyloučení: 0:0
ČSR: Bohumil Modrý – František Pácalt, Vilibald Šťovík - Ladislav Troják, Josef Maleček, Viktor Lonsmín - František Pergl, Jaroslav Drobný, Jaroslav Císař - Oldřich Hurych.
Švýcarsko: Hugo Müller - Franz Geromini, Christian Badrutt, Hans Trauffer – Reto Delnon, Richard Torriani, Ferdinand Cattini - Charles Kessler, Heini Lohrer, Beat Rüedi.

### Opakovaný zápas o titul mistra Evropy
Švýcarsko –  Československo		2:0 (0:0, 1:0, 1:0)
5. března 1939 – Basilej (St. Margarethen)

Branky a nahrávky Švýcarska: 25. Franz Geromini (Ferdinand Cattini, Richard Torriani), 38. Beat Rüedi.

Rozhodčí: Carl Erhardt (ENG), Franz Kreisel (GER)

Vyloučení: 0:0

Diváků: 16 000
Švýcarsko: Hugo Müller - Christian Badrutt, Franz Geromini – Ferdinand Cattini, Beat Rüedi, Richard Torriani - Charles Kessler, Heini Lohrer, Herbert Kessler - Reto Delnon.
ČSR: Bohumil Modrý – František Pácalt, Vilibald Šťovík, Jan Michálek - Ladislav Troják, Alois Cetkovský, Jaroslav Císař - Oldřich Hurych, Jaroslav Drobný, Viktor Lonsmín.

### Skupina o 5. - 8. místo
|    |                | GER  | POL  | HUN  | GBR  | V | R | P | Skóre | B |
| 5. | Německo        | ***  | 4:0  | 6:2  | scr. | 2 | 0 | 0 | 10:2  | 4 |
| 6. | Polsko         | 0:4  | ***  | 3:0  | scr. | 1 | 0 | 1 | 3:4   | 2 |
| 7. | Maďarsko       | 2:6  | 0:3  | ***  | scr. | 0 | 0 | 2 | 2:9   | 0 |
| 8. | Velká Británie | scr. | scr. | scr. | ***  | * | * | * | *     | * |

- Velká Británie soutěž nedohrála.

 Německo – Velká Británie nehráno
10. února 1939 – Curych (Dolder Eisbahn)
 Polsko –  Maďarsko	3:0 (1:0, 1:0, 1:0)
10. února 1939 (21:30) – Basilej (St. Margarethen)

Branky a nahrávky Polska: 11. Rajmund Przedpelski, 2:0 Andrzej Wolkowski (Adam Kowalski), 37. Adam Kowalski (Andrzej Wolkowski).

Rozhodčí: Jaroslav Kladrubský, Wilém Frölich (TCH)
Polsko: Jan Maciejko – Ryszard Werner, Mieczyslaw Kasprzycki – Adam Kowalski, Andrzej Wolkowski, Czeslaw Marchewczyk – Henryk Jarecki, Mieczyslaw Burda, Rajmund Przedpelski.
Maďarsko: István Hircsák – András Gergély, Miklós Barcza – Zoltán Jeney, Sándor Miklós, Laszló Róna – Frigyes Helméczy, Béla Háray, Ferenc Szamósi.
 Polsko – Velká Británie nehráno
11. února 1939 – Basilej (St. Margarethen)
 Německo –  Maďarsko 6:2 (0:2, 3:0, 3:0)
11. února 1939 (15:00) – Curych (Dolder Eisbahn)

Branky a nahrávky Německa: 1:2 Oskar Nowak (Gustav Jaenecke), 2:2 Friedrich Demmer, 3:2 Ludwig Kuhn (Gustav Jaenecke), 4:2 Oskar Nowak, 5:2 Oskar Nowak, 6:2 Gustav Jaenecke.

Branky a nahrávky Maďarska: 8. Béla Háray, 9. Frigyes Helméczy (Béla Háray).

Rozhodčí: Karel Kolář (TCH), Arnold Hirtz (SUI)        
Německo: Wilhelm Egginger – Gustav Jaenecke, Rudolf Tobien – Walter Feistritzer, Oskar Nowak, Friedrich Demmer – Karl Kögel, Philipp Schenk, Ludwig Kuhn - Walter Schmiedinger.       
Maďarsko: István Hircsák – Miklós Barcza, Jenö Pálfalvi, András Gergély – Zoltán Jeney, Sándor Miklós, Laszló Róna – Frigyes Helméczy, Béla Háray, Ferenc Szamósi.
 Maďarsko – Velká Británie nehráno 
12. února 1939 – Curych (Dolder Eisbahn)
 Německo –  Polsko 4:0 (1:0, 3:0, 0:0)
12. února 1939 (10:30) – Basilej (St. Margarethen)

Branky a nahrávky Německa: 10. Oskar Nowak, 16. Oskar Nowak, 23. Philipp Schenk (Walter Schmiedinger), 26. Gustav Jaenecke.

Rozhodčí: Jaroslav Kladrubský, Karel Kolář (TCH)
Německo: Wilhelm Egginger – Gustav Jaenecke, Rudolf Tobien – Walter Feistritzer, Oskar Nowak, Friedrich Demmer – Karl Kögel, Philipp Schenk,  Walter Schmiedinger.       
Polsko: Jan Maciejko – Ryszard Werner, Mieczyslaw Kasprzycki – Adam Kowalski, Andrzej Wolkowski, Czeslaw Marchewczyk – Henryk Jarecki, Mieczyslaw Burda, Herbert Urson - Rajmund Przedpelski.

### Soutěž útěchy
|    | Skupina A  | ITA | NED | FIN | V | R | P | Skóre | B |
| 1. | Itálie     | *** | 2:1 | 2:1 | 2 | 0 | 0 | 4:2   | 4 |
| 2. | Nizozemsko | 1:2 | *** | 2:1 | 1 | 0 | 1 | 3:3   | 2 |
| 3. | Finsko     | 1:2 | 1:2 | *** | 0 | 0 | 2 | 2:4   | 0 |

 Nizozemsko –  Finsko 2:1 (1:1, 1:0, 0:0)
6. února 1939 – Basilej (St. Margarethen)

Branky Nizozemska: 2. Martin Lammerts, 2:1 Huib du Pon.

Branky Finska: 3. Holger Granström.

Rozhodčí: Jaroslav Kladrubský, Karel Kolář (TCH)
Nizozemsko: Jan Gerritsen - Kappie Taconis, Ko Klotz - Rein Everwijn, Felix de Jong - Huib du Pon, Martin Lammerts, Thijs Cohen-Tervaert - Jan Suurbeek.
Finsko: Teuvo Castren – Kalevi Sutinen, Henry Lindahl – Edmund Sjöberg, Holger Granström, Klaus Hagström – Risto Tiitola, Erkki Rintala, Olof Nyholm.
 Itálie –  Nizozemsko	2:1 (0:0, 0:0, 2:1)
7. února 1939 – Basilej (St. Margarethen)

Branky Itálie: 43. Otto Rauth, 45. Ontario Venturi.

Branky Nizozemska: 44. Martin Lammerts.

Rozhodčí: Wilém Fröhlich (TCH), Arnold Hirtz (SUI).
Itálie: Augusto Gerosa – de Mazzari, Franco Rossi, Franco Carlassare – Otto Rauth, Ontario Venturi, Dino Innocenti – Otello d'Appollonia, Giorgio Pellegrini, Egidio Bruciamonti.
Nizozemsko: Jan Gerritsen - Kappie Taconis, Ko Klotz - Hans Gerritsen, Rein Everwijn, Felix de Jong - Huib du Pon, Martin Lammerts, Thijs Cohen-Tervaert - Jan Suurbeek.
 Itálie –  Finsko 2:1 (0:0, 1:1, 1:0)
8. února 1939 – Basilej (St. Margarethen)

Branky Itálie: 1:0 Otello d'Appollonia, 2:1 Otto Rauth.

Branky Finska: 1:1 Holger Granström.

Rozhodčí: Tadeusz Sachs (POL), Jaroslav Kladrubský (TCH)
Itálie: Augusto Gerosa – Tino de Mazzeri, Franco Rossi – Dino Innocenti, Ignazio Dionisi, Otto Rauth – Leo Gasparini, Ontario Venturi, Egidio Bruciamonti –  Otello d'Appollonia.
Finsko: Lars Blom – Erik Hedman, Henry Lindahl – Edmund Sjöberg, Holger Granström, Olof Nyholm – Pentti Lappalainen, Kalevi Ihalainen, Romeo Mikalunas – Erkki Rintala.
|    | Skupina B  | LAT | BEL | YUG | V | R | P | Skóre | B |
| 1. | Lotyšsko   | *** | 5:1 | 4:0 | 2 | 0 | 0 | 9:1   | 4 |
| 2. | Belgie     | 1:5 | *** | 3:3 | 0 | 1 | 1 | 4:8   | 1 |
| 3. | Jugoslávie | 0:4 | 3:3 | *** | 0 | 1 | 1 | 3:7   | 1 |

 Lotyšsko –  Belgie 5:1 (2:0, 1:1, 2:0)
6. února 1939 – Curych (Dolder Eisbahn)

Branky a nahrávky Lotyšska: 1:0 Ludvigs Putninš, 2:0 Roberts Bluķis (Arvīds Pētersons), 3:1 Kārlis Zilpaušs, 4:1 Ludvigs Putninš, 5:1 Arvīds Pētersons.

Branky Belgie: 2:1 Pierre van Reysschoot

Rozhodčí: Wilém Frölich (TCH), Sándor Minder (HUN)
Lotyšsko: Herberts Kušķis – Kārlis Paegle, Leonīds Vedējs – Roberts Bluķis, Ludvigs Putninš, Arvīds Pētersons – Harijs Vītoliņš, Edgars Klāvs, Kārlis Zilpaušs.
Belgie: Henri Heirman - Roger Bureau, Jef Lekens - André Leempoels, Pierre van Reysschoot, Georges Pootmans - Leon van Eeckhout, Jimmy Graeffe, Johny Hartog.
 Belgie –  Jugoslávie	3:3 (2:1, 1:0, 0:2)
7. února 1939 – Curych (Dolder Eisbahn)

Branky Belgie: 14. Georges Pootmans, 15. Jef Lekens, 25. Paul van den Busche.

Branky Jugoslávie: 10. Ludovik-Luce Žitnik, 32. Karol Pavletič, 33. Jože Gogala.

Rozhodčí: Wilém Frölich (TCH), Arvid Jürgens (LAT)
Belgie: Henri Heirman - Roger Bureau, Jef Lekens - André Leempoels, Pierre van Reysschoot, Georges Pootmans - Leon van Eeckhout, Jimmy Graeffe, Johny Hartog - Paul van den Busche.
Jugoslávie: Ivan Rihar – Tone Pogačnik, Milivoje Popović – Ludovik Žitnik, Milan Lombar, Jože Gogala – Otokar Gregorčić, Julije Katić, Jovan Tomić - Karol Pavletič.
 Lotyšsko –  Jugoslávie 4:0 (2:0, 0:0, 2:0)
8. února 1939 – Curych (Dolder Eisbahn)

Branky Lotyšska: 1:0 Arvīds Pētersons, 2:0 Ludvigs Putninš, 3:0 Kārlis Zilpaušs, 4:0 Arvīds Pētersons.

Rozhodčí: Max Keller (SUI), Jiří Reissenzahn (TCH)
Lotyšsko: Herberts Kušķis – Kārlis Paegle, Leonīds Vedējs – Roberts Bluķis, Ludvigs Putninš, Arvīds Pētersons – Harijs Vītoliņš, Edgars Klāvs, Kārlis Zilpaušs - Ēriks Koņeckis.
Jugoslávie: Ivan Rihar – Tone Pogačnik, Milivoje Popović – Ludovik Žitnik, Milan Lombar, Jože Gogala – Otokar Gregorčić, Julije Katić, Jovan Tomić - Karol Pavletič.

#### Finále soutěže útěchy
Itálie –  Lotyšsko 2:1 (1:1, 1:0, 0:0)
9. února 1939 – Basilej (St. Margarethen)

Branky Itálie: 1:0 Otto Rauth, 2:1 Otto Rauth.

Branky Lotyšska: 1:1 Arvīds Pētersons

Rozhodčí: Wilém Frölich (TCH), Artur Wirtz (USA)
Itálie: Augusto Gerosa – Tino de Mazzeri, Franco Rossi – Ignazio Dionisi, Ontario Venturi, Otto Rauth – Dino Innocenti, Otello d'Appollonia, Egidio Bruciamonti, Leo Gasparini.
Lotyšsko: Herberts Kušķis – Kārlis Paegle, Leonīds Vedējs – Roberts Bluķis, Ludvigs Putninš, Arvīds Pētersons – Harijs Vītoliņš, Edgars Klāvs, Kārlis Zilpaušs - Karlis Muške.

## Statistiky

### Nejlepší střelci
| Poř. | Nejlepší střelci | Branky |
| ---- | ---------------- | ------ |
| 1.   | Pic Cattini      | 13     |
| 2.   | Josef Maleček    | 12     |
| 2.   | Richard Torriani | 12     |
| 4.   | Joseph Benoit    | 10     |
| 5.   | Otto Rauth       | 8      |
| 6.   | Bunny Dame       | 7      |
| 6.   | George Quirk     | 7      |
| 6.   | Oldřich Kučera   | 7      |

### Rozhodčí
| Rozhodčí            | Zápasy |
| ------------------- | ------ |
| André Poplimont     | 11     |
| Tadeusz Sachs       | 11     |
| Wilem Fröhlich      | 10     |
| Arnold Hirtz        | 10     |
| Erhard Hugli        | 9      |
| Jaroslav Kladrubský | 9      |
| Artur Wirtz         | 8      |
| Karel Kolář         | 7      |
| Paul Martin         | 5      |
| Jiří Reissenzahn    | 3      |
| Enrico Calcaterra   | 3      |
| Sándor Minder       | 2      |
| Frigyes Minder      | 2      |
| Max Keller          | 1      |
| Carletto Mai        | 1      |
| Géza Lator          | 1      |
| Arvid Jürgens       | 1      |
| Carl Erhardt        | 1      |
| Franz Kreisel       | 1      |

## Soupisky

### Soupiska Kanady
Kanada (Trail Smoke Eaters)

Brankáři: Buck Buchanan, Duke Scodellaro.

Obránci: James Morris, Mel Snowden, Thomas Johnson. 

Útočníci: James Haight, Joseph Benoit, Mickey Brennan, Richard Kowcinak, Bunny Dame, John McCready, Ab Cronie, Benny Hayes.

Trenér: Elmer Piper.

### Soupiska USA
USA

Brankář: Edward Maki.

Obránci: Alfred Van, Spencer Wagnhild.

Útočníci: Arthur Bogue, Ralph Dondi, Thomas Leaky, Richard Maley, Ed Nicholson, George Quirk, Leonard Saari.

Trenér: John Hutchinson.

### Soupiska Švýcarska
Švýcarsko

Brankáři: Hugo Müller, Albert Künzler.

Obránci: Franz Geromini, Christian Badrutt, Hans Trauffer, Alberto Geromini.

Útočníci: Hans Cattini, Ferdinand Cattini, Richard Torriani, Charles Kessler, Herbert Kessler, Beat Rüedi, Reto Delnon, Heini Lohrer, Walter Dürst.

Trenér: Ulrich von Sury.

### Soupiska Československa
4.  Československo

Brankáři: Bohumil Modrý, Jiří Hertl.

Obránci: František Pácalt, Vilibald Šťovík, Jan Michálek, Josef Trousílek.

Útočníci: Ladislav Troják,  – Josef Maleček, Oldřich Kučera, Jaroslav Císař, Jaroslav Drobný, Viktor Lonsmín, František Pergl, Alois Cetkovský, Oldřich Hurych.

Trenér: Mike Buckna.

### Soupiska Německa
5.  Německo

Brankáři: Wilhelm Egginger, Alfred Hoffmann.

Obránci: Franz Csöngei, Gustav Jaenecke, Karl Wild, Rudolf Tobien.

Útočníci: Friedrich Demmer, Walter Feistritzer, Günther Kelch, Karl Kögel, Ludwig Kuhn, Oskar Nowak, Philipp Schenk, Herbert Schibukat, Walter Schmiedinger.

Trenér: Bobby Bell.

### Soupiska Polska
6.  Polsko

Brankáři: Jan Maciejko, Witold Muszinski.

Obránci: Wladyslaw Michalik, Mieczyslaw Kasprzycki, Ryszard Werner.

Útočníci: Czeslaw Marchewczyk, Andrzej Wolkowski, Adam Kowalski, Henryk Jarecki, Mieczyslaw Burda, Herbert Urson, Alfred Andrzejewski, Rajmund Przedpelski, Zygmunt Czyzewski.

Trenér: Zenon Paruszewski.

### Soupiska Maďarska
7.  Maďarsko

Brankáři: István Hircsák, László Gati-Grozdics.

Obránci: Miklós Barcza, András Gergély, Pál Bekési-Bliesener.

Útočníci: Jenö Pálfalvi, Zoltán Jeney, Sándor Miklós, Laszló Róna, Frigyes Helméczy, Béla Háray, Béla Gosztónyi, Ferenc Szamósi.

Trenér: Edward Trottier.

### Soupiska Velké Británie
8.  Velká Británie

Brankáři: Jimmy Foster, Stan Simon.

Obránci: Robert Wyman, Gordon Dailley, Joe Collins.

Útočníci: Jimmy Kelly, Tommy McInroy, Billy Fullerton, Pete Halford, Pip Perrin, Art Ridley, Tommy Grace, Art Green.

Trenér: Percy Nicklin.

### Soupiska Itálie
9.  Itálie

Brankáři: Augusto Gerosa, Roberto Gandini.

Obránci: Tino de Mazzeri, Franco Rossi, Franco Carlassare, Antonio Prete.

Útočníci: Ignazio Dionisi, Otto Rauth, Dino Innocenti, Ontario Venturi, Leo Gasparini, Egidio Bruciamonti, Otello d'Appollonia, Giorgio Pellegrini, Luigi Venosta.

### Soupiska Lotyšska
10.  Lotyšsko

Brankáři: Herberts Kušķis, Roberts Lapainis.

Obránci: Kārlis Paegle, Leonīds Vedējs, Arturs Dale.

Útočníci: Roberts Bluķis, Ēriks Koņeckis, Karlis Muške, Arvīds Pētersons, Harijs Vītoliņš, Edgars Klāvs, Kārlis Zilpaušs, Alfred Kampe, Ludvigs Putninš.

Trenér: Larry Marsh (CAN).

### Soupiska Nizozemska
11.  Nizozemsko

Brankáři: Jan Gerritsen, Joost van Os.

Obránci: Ko Klotz, Kappie Taconis, Hans Gerritsen.

Útočníci: Rein Everwijn, Felix de Jong, Huib du Pon, Martin Lammerts, Thijs Cohen-Tervaert, Jan Suurbeek, Dick Benjamins, Hans Smalhout.

### Soupiska Belgie
11.  Belgie

Brankáři: Henri Heirman, René Boulangier.

Obránci: Roger Bureau, Fernand Carez, Jef Lekens.

Útočníci: André Leempoels, Pierre van Reysschoot, Georges Pootmans, Leon van Eeckhout, Jimmy Graeffe, Johny Hartog, Percy Lippit, Paul van den Busche, René Lamode.

### Soupiska Jugoslávie
13.  Jugoslávie

Brankáři: Ivan Rihar, Tone Pogačnik.

Obránci: Milivoje Popović, Ludovik-Luce Žitnik.

Útočníci: Julije Katić, Karol Pavletič, Otokar Gregorčić, Viljem Morbacher, Milan Lombar, Jože Gogala, Mirko Eržen, Zvonko Stipetič, Đan Tomić, Jule Kačič.

Trenér: Viktor Vodišek.

### Soupiska Finska
13.  Finsko

Brankáři: Lars Blom, Teuvo Castren.

Obránci: Erik Hedman, Seppo Jaakkola, Henry Lindahl, Kalevi Sutinen.

Útočníci: Holger Granström, Klaus Hagström, Kalevi Ihalainen, Pentti Lappalainen, Olof Nyholm, Erkki Rintala, Ronald Sarnasto, Edmund Sjöberg, Risto Tiitola, Romeo Mikalunas.

Trenér: Erkki Saarinen.

## Konečné pořadí
| 13. | Mistrovství světa | Z  | V | R | P | Skóre | B  |
| --- | ----------------- | -- | - | - | - | ----- | -- |
| 1.  | Kanada            | 8  | 8 | 0 | 0 | 42:1  | 16 |
| 2.  | USA               | 9  | 7 | 0 | 2 | 25:8  | 14 |
| 3.  | Švýcarsko         | 10 | 7 | 1 | 2 | 51:13 | 15 |
| 4.  | ČSR               | 10 | 3 | 2 | 5 | 37:11 | 8  |
| 5.  | Německo           | 9  | 4 | 3 | 2 | 28:21 | 11 |
| 6.  | Polsko            | 7  | 3 | 0 | 4 | 17:19 | 6  |
| 7.  | Maďarsko          | 7  | 1 | 0 | 6 | 15:24 | 2  |
| 8.  | Velká Británie    | 5  | 2 | 0 | 3 | 4:8   | 4  |
| 9.  | Itálie            | 7  | 4 | 2 | 1 | 15:14 | 10 |
| 10. | Lotyšsko          | 6  | 3 | 0 | 3 | 16:24 | 6  |
| 11. | Nizozemsko        | 4  | 1 | 0 | 3 | 3:20  | 2  |
| 11. | Belgie            | 4  | 0 | 1 | 3 | 6:19  | 1  |
| 13. | Jugoslávie        | 5  | 0 | 1 | 4 | 3:60  | 1  |
| 13. | Finsko            | 5  | 0 | 0 | 5 | 5:25  | 0  |

| 24. | Mistrovství Evropy |
| 1.  | Švýcarsko          |
| 2.  | ČSR                |
| 3.  | Německo            |
| 4.  | Polsko             |
| 5.  | Maďarsko           |
| 6.  | Velká Británie     |
| 7.  | Itálie             |
| 8.  | Lotyšsko           |
| 9.  | Nizozemsko         |
| 9.  | Belgie             |
| 11. | Jugoslávie         |
| 11. | Finsko             |